# Árbol del Tule
Az Árbol del Tule („(A) Tule Fája”) a Föld legvastagabb törzsű fája. A mexikói Oaxaca állam közepén, Santa María del Tule település központjában áll. A 2000 évesnél is idősebb mocsárciprus (Taxodium mucronatum) törzsének kerülete több mint 45 méter, átmérője meghaladja a 14 métert. Számítások szerint a 42 m magasra nőtt növény térfogata 800 m³-nél is több, tömege pedig eléri a 630 tonnát.
Törzsének jellegzetes formájú kinövéseit a népi fantázia különböző nevekkel látta el, például El Elefante (Az Elefánt), El León (Az Oroszlán), El Cocodrilo (A Krokodil), El Pez (A Hal) vagy La Casa de los Duendes (A Manók Háza).

## Története
Egy szapoték legenda szerint a fát mintegy 1400 évvel ezelőtt ültette Pechocha, a szélisten, Ehécatl papja.
Első ismert írásos említése 1674-ből származik, Francisco de Burgoa egyik művében jelent meg. A 19. századtól kezdve, amikor megalakult a Sociedad Mexicana de Geografía y Estadística, azaz a Mexikói Földrajzi és Statisztikai Társaság, már számos dokumentum készült a fáról. 1834-ben pedig José P. Nicoli író mutatott be egy helyi ünnepséget, melynek során a fa körül hagyományos ruhában táncoló indiánok egy galambot is feláldoztak.

## Elhelyezkedése
A dél-mexikói Oaxaca állam fővárosától, Oaxaca de Juáreztől alig több mint 10 km-re kelet-délkeleti irányban található Santa María del Tule kisváros központjában, a Santa María de la Asunción-templom kertjében, a községi palota szomszédságában. A település a 190-es úton közelíthető meg Oaxaca de Juárezből, a fa ettől az úttól 120 méterre északra áll, az Álvaro Obregón és a Centenario utcák között.